# Epipsilia corrosa
Epipsilia corrosa là một loài bướm đêm trong họ Noctuidae.